# Caharija Delfin
Caharija Delfin (italijansko Zaccaria Dolfin (Delfino, italijanski rimskokatoliški duhovnik, škof in kardinal, * 29. marec 1527, Benetke, † 29. december 1583.

## Življenjepis
5. maja 1553 je bil imenovan za škofa Lesine.
12. marca 1565 je bil povzdignjen v kardinala.